# Katherine Santiago
Katherine Santiago (San Juan, 10 dicembre 1993) è una pallavolista portoricana, libero delle Atenienses de Manatí.

## Carriera

### Club
La carriera di Katherine Santiago inizia nei tornei scolastici portoricani, dove gioca per quattro annate col Colegio Adianez. Dopo il diploma gioca a livello universitario negli Stati Uniti d'America, partecipando alla NCAA Division I con la UNC Greensboro dal 2012 al 2015.
Ritorna quindi in patria, dove inizia nella stagione 2017 la carriera da professionista con le Orientales de Humacao, nella Liga de Voleibol Superior Femenino. Nel campionato 2019 gioca con le Changas de Naranjito, raggiungendo le finali scudetto, mentre nel campionato seguente difende i colori delle Amazonas de Trujillo Alto.
Dopo un periodo di inattività, ritorna in campo nel corso della Liga de Voleibol Superior Femenino 2022, giocando con le Atenienses de Manatí.

### Nazionale
Nel 2017 esordisce nella nazionale portoricana in occasione del World Grand Prix.